# Nazaret Aracil
Nazaret Aracil Santonja (Alcoy, Alicante, 22 de diciembre de 1989) es una actriz española de teatro y televisión.

## Biografía
Desde niña tuvo claro su vocación como actriz. En 2007 empezó a estudiar Interpretación en Valencia, y tras dos años se mudó a Madrid para continuar su formación en la escuela de interpretación de Juan Carlos Corazza. Debutó en televisión en el año 2009 en la serie Unió Musical da Capo de Canal Nou, el canal autonómico valenciano. El año 2011 supuso su primera aparición en la ficción nacional gracias a dos episodios de la miniserie de Antena 3 Karabudjan en los que interpretó a Silvia; también participó en cinco episodios de la serie Ángel o demonio de Telecinco en el papel de Miranda y formó parte de un capítulo de la famosa serie de Telecinco La que se avecina en su quinta temporada, interpretando a Azucena. A pesar de todo no interrumpió su formación, y en ese mismo año 2011 se incorporó a la escuela Estudio Juan Codina de Madrid.
En 2012 tomaba un papel protagonista en la serie de TVE Stamos okupa2 interpretando a Nancy. A continuación, la actriz debutó en el teatro con Matrimoniadas una comedia dirigida por José Luis Moreno donde Nazaret Aracil interpreta a Sonia (2012-enero de 2013). En el año 2013 protagonizó un cortometraje titulado Blue, a love dream escrito por Pietro Ditano.
Ha participado en las temporadas 12, 13, 14 y 15 de la longeva serie de TVE Cuéntame cómo pasó en el papel de Arancha.
En la cuarta semana de junio de 2014 fue portada de la revista Interviú.

## Filmografía

### Televisión
| Series de Televisión | Series de Televisión | Series de Televisión | Series de Televisión       | Series de Televisión |
| Año                  | Serie                | Cadena               | Papel                      | Notas                |
| -------------------- | -------------------- | -------------------- | -------------------------- | -------------------- |
| 2009 - 2010          | Unió musical Da Capo | Canal Nou            | Clara                      | 20 episodios         |
| 2010                 | Karabudjan           | Antena 3             | Silvia                     | 2 episodios          |
| 2011                 | Ángel o demonio      | Telecinco            | Miranda                    | 5 episodios          |
| 2011                 | La que se avecina    | Telecinco            | Azucena                    | 1 episodio           |
| 2011 - 2014          | Cuéntame como pasó   | La 1                 | Arancha Hernández Zubeldia | 23 episodios         |
| 2012                 | Stamos okupa2        | La 1                 | Nancy                      | 13 episodios         |
| 2013                 | Esposados            | Telecinco            | Nuria                      | 7 episodios          |
| 2016                 | Olmos y Robles       | La 1                 | Sargento Vadillo           | 1 episodio           |
| 2018                 | Servir y proteger    | La 1                 | Carolina "Carol" Lafuente  | 5 episodios          |
| 2018                 | La Vall              | À Punt               | Clara Vila Soler           | 13 episodios         |
| 2022                 | Desenterrats         | À Punt               | Sandra                     | 6 episodios          |
| 2022 - 2025          | Machos alfa          | Netflix              | Cynthia Galván             | 12 episodios         |

### Cortometrajes
| Títulos | Títulos           | Títulos | Títulos |
| Año     | Título            | Papel   |         |
| ------- | ----------------- | ------- | ------- |
| 2013    | Blue,a love dream | Violeta |         |
| 2021    | Andrómeda         | Ruth    |         |

### Teatro
| Obras     | Obras         | Obras |
| Año       | Título        | Papel |
| --------- | ------------- | ----- |
| 2012-2013 | Matrimoniadas | Sonia |
| 2014      | Trío          | Bisex |

- Datos: Q6039132